# 拳銃無頼帖 不敵に笑う男
『拳銃無頼帖 不敵に笑う男』（けんじゅうぶらいちょう ふてきにわらうおとこ）は、1960年8月6日に公開された日本のアクション映画である。監督は野口博志。主演は赤木圭一郎。日活制作。

## 概要
拳銃無頼帖シリーズ第3弾。
服役中に、恋人を殺された竜四郎が、その死に関わっている宝石ブローカーに挑む。
封切り時の併映作品は『東京の暴れん坊』（監督：斎藤武市）および『喧嘩太郎』（監督：舛田利雄）。

## キャスト
- 壇竜四郎：赤木圭一郎
- 佐伯博子：笹森礼子
- コルトの謙：宍戸錠
- 三島五郎：青山恭二
- 壇則子： 吉永小百合
- 浜田：藤村有弘
- 秋枝：南風夕子
- 船場：二本柳寛
- 相原：山田禅二
- 鉄：深江章喜
- 浜田組組員： 緑川宏
- 船場組組員：瀬山孝司
- 町田：河野弘
- 菅井刑事：深水由衛
- バーのマダム：雨宮節子
- キャバレーのダンサー：椎名伸枝、星ナオミ、淡月梨花
- 洋裁店店員：柳田妙子
- キャバレーのダンサー：坂巻祥子
- 洋裁店店員： 加代あけ美
- エミ： エミー瀬尾
- 船場組組員：古田祥
- 浜田組組員：東郷秀美 、志方稔、里実（大門実）
- シゲ：荒木良平
- 浜田組組員：沢美鶴
- シゲ：山口吉弘
- 船場組組員： 玉井謙介
- サブ：山根照雄（九段吾郎）
- 橋本：式田賢一
- 源：鹿島貞夫（千波丈太郎）
- バーのホステス：佐治田恵子、和田玲子
- 振付：天宮輝
- 技斗：高瀬将敏

## スタッフ
- 監督：野口博志
- 企画：浅田健三
- 原作：城戸禮（読切倶楽部・所載 東京文芸社版）
- 脚本：山崎巌
- 撮影：横山実
- 照明：高橋勇
- 録音：高橋三郎
- 美術：小池一美
- 編集：辻井正則
- 音楽：山本直純
- 主題歌：赤木圭一郎「不敵に笑う男」（作詞：水木かおる 作曲：藤原秀行）
- 製作主任：園山蕃里
- 助監督：柳瀬観
- スチル：斎藤耕一（クレジットなし）
- 技斗：高瀬将敏